# Il buono, il brutto e il morto
Il buono, il brutto e il morto (The Good, the Bad and the Dead) è un film del 2015 diretto da Timothy Woodward Jr..

## Trama
In un deserto californiano, Brian Barnes si desta ma non riesce a ricordare il motivo della situazione in cui si trova: 8 morti, 4 milioni di dollari e cocaina. Riesce comunque a uscire da tale situazione andando alla ricerca della sua identità, ma alle sue costole avrà Bob Rooker, agente della DEA, lo sceriffo Olson e lo spacciatore Mateo Perez.